# Unterstützung zur territorialen Kontinuität

Karte der französischen Überseegebiete

Die Unterstützung zur territorialen Kontinuität (Aide à la Continuité Territoriale) ist eine finanzielle Unterstützung des französischen Staates, die der Bevölkerung in den Überseegebieten für Reisen ins französische Mutterland gewährt wird. Sie dient dazu, die familiären Bindungen zu erhalten sowie die kulturellen Beziehungen zwischen dem Mutterland und den Überseegebieten, als auch den Studentenaustausch zu fördern und damit die nationale Einheit zu stärken. Das Programm wurde 2002 gestartet und wird von der Agence de l’Outre-mer pour la mobilité (LADOM) verwaltet, die dem Ministerium für die Überseegebiete unterstellt ist. Die Unterstützung wird jedoch nur an Personen vergeben, deren Einkommen eine bestimmte Obergrenze nicht überschreitet.
Sie wird in Form eines Gutscheins (Bon de continuité) für den ermäßigten Erwerb eines Hin- und Rückflugtickets in der Economy Class gewährt, der einer verpartnerten Fluggesellschaft vorgelegt wird. Die Ermäßigung beträgt durchschnittlich 40 % des regulären Flugpreises. Er kann alle drei Jahre in Anspruch genommen werden. Für Studenten bis zum Alter von 26 Jahren, die ihr Studium im Mutterland oder einem EU-Mitgliedsstaat aufnehmen, wird eine Ermäßigung von 50 %, für solche mit staatlichem Stipendium, von 100 % gewährt. Außerdem können sie die Unterstützung während ihrer Studienzeit jedes Jahr in Anspruch nehmen. Dies gilt aber nur für Studiengänge, die im Heimatterritorium schon voll belegt oder nicht vorhanden sind.
Die Höhe der Unterstützung wird von jedem Überseegebiet selbst festgelegt. Sie reicht von 270 € in den Antillen, 300 € in Guyane, 360 € in Réunion und 440 € in Mayotte, über 640 € in Französisch-Polynesien und 670 € in Neukaledonien, bis zu 846 € in Wallis und Futuna. Im Jahr 2022 haben 48.000 Personen diese Unterstützung in Anspruch genommen. Die meisten Inanspruchnehmer leben in Guadeloupe und Martinique. Im Jahr 2023 werden dafür vom Staat 45 Millionen Euro zur Verfügung gestellt. Kritisiert wird, dass die Einkommensobergrenze mit knapp 12.000 € pro Jahr zu niedrig bemessen sei, da diese Summe sogar unterhalb des Mindestlohns liegt.
Eine Unterstützung von 50 % der Transportkosten wird auch für Verstorbene gewährt, die zur Beerdigung in ihr Heimatterritorium überführt werden und deren Angehörige unterhalb der Einkommenshöchstgrenze liegen. Allerdings wurde sie nur sehr selten in Anspruch genommen, da sie mittels einer Kostenrückerstattung abgewickelt wird. In den meisten Fällen können Familien mit einem so niedrigen Einkommen die hohen Kosten jedoch nicht vorstrecken oder auch nur zur Hälfte selbst aufbringen.